# Hassan Echair
Hassan Echair (24 ottobre 1964) è un artista marocchino.

## Biografia
Hassan Echair vive e lavora a Tétouan.
Ha studiato all'Accademia di Belle Arti di Angers, Francia e ha ottenuto il diploma in Arti plastiche. 
Lavora con materiali di uso comune, come il legno, paletti, corde e pietre che vengono trasformati in poesia visiva. 
Spesso i suoi progetti sono site specific e in queste occasioni utilizza materiali locali. 
Hassan Echair è membro del Collectif 212 composto da artisti marocchini.